# Горняя (Псковская область)
Горняя — деревня в Себежском районе Псковской области России. Входит в состав городского поселения  Себеж.

## География
Расположена на юго-западе региона, в центральной части района, в пределах Прибалтийской низменности, в зоне хвойно-широколиственных лесов, на западном берегу озера Залосемье, у автомагистрали «Москва—Рига» (М-9), примыкая к северо-восточной окраине деревни Залосемье. 
Уличная сеть не развита.

## Климат
Климат, как и во всем  районе, умеренно континентальный. Характеризуется мягкой зимой, относительно прохладным летом, сравнительно высокой влажностью воздуха и значительным количеством осадков в течение всего года. Средняя температура воздуха в июле +17 C, в январе -8 C. Средняя продолжительность безморозного периода составляет 130–145 дней в году. Годовое количество осадков – 600–700 мм. Большая их часть выпадает в апреле – октябре. Устойчивый снежный покров держится 100–115 дней; его мощность обычно не превышает 20–30 см.  

## История
На карте  Псковской губернии 1888 года обозначена как Горнея.
В 1941—1944 гг. местность находилась под фашистской оккупацией войсками Гитлеровской Германии.
Деревня  Горняя  в советские и постсоветские годы входила в Ленинский сельсовет, который Постановлением Псковского областного Собрания депутатов от 26 января 1995 года переименован в Ленинскую волость.
Законом Псковской области от 28 февраля 2005 года Ленинская волость была упразднена, а с 1 января 2006 года её территория, в том числе деревня  Горняя,  вместе с городом Себеж составили новосозданное муниципальное образование Себеж со статусом городского поселения.

## Население
| 2001 | 2002 | 2010 |
| ---- | ---- | ---- |
| 18   | ↗19  | ↘11  |

### Национальный и гендерный состав
Согласно результатам переписи 2002 года, в национальной структуре населения русские составляли  79  % от общей численности в   19 чел., из них  12 мужчин,   7 женщин.

## Инфраструктура
Личное подсобное хозяйство, любительское рыболовство.

## Транспорт
Деревня легкодоступна автотранспортом.  
Через деревню проходит автомобильная дорога местного значения «Залосемье — Карпино» (идентификационный номер 58-254-501 ОП МП 58Н-001), протяженностью в 0,95 км. 